# 100대 민족문화상징
100대 민족문화상징(100大 民族文化象徵, 영어: 100 Cultural Symbols of Korea)은 대한민국 문화체육관광부(선정 당시에는 대한민국 문화관광부)가 2006년 7월 26일에 한민족이 과거부터 현대에 이르기까지 공간적·시간적 동질성을 바탕으로 형성한 문화 중에서 대표성을 갖는다는 판단하에 선정된 100가지 상징이다.

## 목적
100대 민족문화상징은 문화체육관광부가 한국의 전통과 현대를 아우르는 한민족의 문화 유전자를 찾기 위하여 개발한 100가지 상징이다. 문화체육관광부의 설명에 따르면 100대 민족문화상징은 한국의 전통 문화에 대한 현대적인 계승, 한국의 전통 문화에 기반한 경제적 부가가치를 창출할 수 있는 기반을 제공한다. 또한 한민족의 문화에 대한 긍정적인 이미지를 제고하고 홍보하는 역할을 수행한다.

## 발굴 대상과 선정 기준
문화체육관광부는 전통과 현대를 아우르는 한국의 민족 문화를 대표할 수 있는 100대 민족문화상징을 6대 분야(민족 상징, 강역 및 자연 상징, 역사 상징, 사회 및 생활 상징, 신앙 및 사고 상징, 언어 및 예술 상징)로 나누어 선정했다. 문화체육관광부는 100대 민족문화상징 선정에 관한 기준을 다음과 같이 결정했다.
- 한민족의 에토스(민족적·사회적 성격과 관습)를 형성하는 문화적 원형질로서 상징성을 가져야 한다.
- 문화 콘텐츠로서 산업화가 가능한 것이어야 한다.
- 유네스코 세계유산과 같이 한국 문화의 세계화에 기여도가 높은 것이어야 한다.
- 통일 문화를 형성하기 위한 차원에서 남북한에 공통적으로 중요한 상징도 포함되어야 한다.
- 국제 분쟁과 관련된 상징 선정을 우선시한다.

## 100대 민족문화상징 목록
| 분야                     | 분야            | 분야            | 분야                                                     | 분야 |
| 세부 분야                | 번호            | 그림            | 민족문화상징 이름 (선정 당시 이름)                       | 대한민국 문화체육관광부에서 밝힌 선정 사유 |
| 민족 상징 (2개)          | 민족 상징 (2개) | 민족 상징 (2개) | 민족 상징 (2개)                                          | 민족 상징 (2개) |
| ------------------------ | --------------- | --------------- | -------------------------------------------------------- | --- |
| 민족 상징 (2개)          | 1               |                 | 태극기                                                   | 태극기는 대한민국의 국기이며 태극기 자체가 문화적 상징 직관물이다. |
| 민족 상징 (2개)          | 2               |                 | 무궁화                                                   | 무궁화는 대한민국의 국화이며 근역(槿域)이라는 용어에 역사적 함의를 담고 있다. |
| 강역 및 자연 상징 (19개) |                 |                 |                                                          | |
| 강역 (6개)               | 3               |                 | 독도                                                     | 일본이 영유권을 주장하고 있는 대한민국의 섬인 독도는 세계적으로 널리 알려야 하는 필요성이 거론되는 곳이다. 또한 한반도 해양 강역의 최고 상징이기도 하다.                                                                                           |
| 강역 (6개)               | 4               |                 | 백두대간                                                 | 백두대간은 한반도의 등뼈 역할을 하는 생태적 주축이다. 또한 한민족의 문화 경관을 형성한 공간이기도 하다. |
| 강역 (6개)               | 5               |                 | 백두산                                                   | 백두산은 한반도에서 가장 높은 산이자 한민족의 성산이다. |
| 강역 (6개)               | 6               |                 | 금강산                                                   | 금강산은 일만이천봉이라는 표현에서 알 수 있듯이 한반도에서 가장 빼어나고 아름다운 산으로 여겨졌다. |
| 강역 (6개)               | 7               |                 | 동해                                                     | 동해는 세계 각지에서 제작된 지도에서 일본해라고 표기되는 경우가 많다. 따라서 세계적으로 동해라는 명칭을 알려야 할 필요성이 거론된다. |
| 강역 (6개)               | 8               |                 | 대동여지도                                               | 조선 시대의 지리학자인 김정호가 제작한 대동여지도는 한반도를 정확하게 그려낸 지도라는 평가를 받고 있다. |
| 경관 (3개)               | 9               |                 | 황토                                                     | 황토는 흙에 대한 한국인의 정서가 압축되어 있다. |
| 경관 (3개)               | 10              |                 | 갯벌                                                     | 한국의 갯벌은 세계 5대 갯벌 가운데 하나로서 한국의 생태 문화 상징 가운데 최고봉으로 여겨진다. |
| 경관 (3개)               | 11              |                 | 풍수                                                     | 풍수는 한국의 전통적인 환경 사상이자 조상들의 삶의 지혜가 응축된 자연 생태학이다. |
| 동식물 (4개)             | 12              |                 | 소나무                                                   | 소나무는 한반도에서 가장 넓은 분포 면적을 갖고 있으며 한국을 대표하는 나무이기도 하다. |
| 동식물 (4개)             | 13              |                 | 진돗개                                                   | 진돗개는 한국에 서식하는 토종개이다. 천연기념물로 지정되어 있어 보호 가치가 높다. |
| 동식물 (4개)             | 14              |                 | 호랑이                                                   | 호랑이는 한국의 민화, 설화, 신앙에 등장할 정도로 한민족을 대표하는 동물로 여겨졌다. |
| 동식물 (4개)             | 15              |                 | 한우                                                     | 한우는 한국의 역사에서 오랜 사랑을 받은 가축이며 농가 재산 목록 1호로 여겨졌다. 또한 여러 잔치와 축제에서 풍성함을 평가하는 기준으로 여겨졌고 현대에는 신토불이(身土不二) 음식의 대표 주자로 여겨지고 있다.                                        |
| 과학 기술 (6개)          | 16              |                 | 천상열차분야지도                                         | 조선 시대에 제작된 천문도인 천상열차분야지도는 고구려 이래로 이어져 온 천문학, 우주에 대한 한국인의 관점을 표현하고 있다. 또한 동양에서 2번째로 오랜 역사를 가진 한국의 독자적인 천문도이기도 하다.                                                |
| 과학 기술 (6개)          | 17              |                 | 거북선                                                   | 임진왜란 시기에 활약한 조선의 철갑 군함인 거북선은 해양 강국이었던 조선의 이미지를 표현하고 있다. |
| 과학 기술 (6개)          | 18              |                 | 측우기                                                   | 조선 시대에 발명된 측우기는 세계에서 최초로 개발된 강우량 측정 기구이다. |
| 과학 기술 (6개)          | 19              |                 | 물시계와 해시계 (자격루와 앙부일구)                      | 자격루는 조선 세종 시대에 발명된 물시계로써 자동으로 시간을 알리는 장치가 설치된 것이 특징이다. 앙부일구는 조선 세종 시대에 발명된 오목한 해시계로써 시각과 계절을 나타내는 선이 표시된 것이 특징이다.                                             |
| 과학 기술 (6개)          | 20              |                 | 수원 화성                                                | 유네스코 세계유산으로 지정된 수원 화성은 조선 시대의 실학자인 정약용에 의해 설계된 과학 구조물이기도 하다. |
| 과학 기술 (6개)          | 21              |                 | 대한민국의 정보 통신 (정보 통신(IT))                     | 대한민국은 높은 인터넷 보급률, 휴대 전화, 반도체 산업을 통해 정보 통신 강국으로 평가받고 있다. |
| 역사 상징 (17개)         |                 |                 |                                                          | |
| 선사 시대 (2개)          | 22              |                 | 고인돌                                                   | 고인돌은 청동기 시대에 만들어진 거대한 무덤이자 거석 구조물이다. 전 세계의 고인돌 유적 가운데 절반 이상이 한반도에 존재한다. |
| 선사 시대 (2개)          | 23              |                 | 빗살무늬토기                                             | 빗살무늬토기는 신석기 시대에 한반도에서 만들어져 사용된 질그릇이다. 빗살무늬토기에 그려진 다양한 기하학 무늬는 미술사에서 높은 가치를 갖고 있다. 또한 동북아시아의 선사 시대 문화와의 연계성을 나타내는 상징이기도 하다.                           |
| 도읍 (3개)               | 24              |                 | 서울                                                     | 서울은 대한민국의 수도이자 조선의 도읍인 한성부가 위치했던 곳이다. 또한 대한민국의 정치, 행정, 경제, 문화의 중심 도시이기도 하다. |
| 도읍 (3개)               | 25              |                 | 경주 (경주(서라벌))                                      | 경주는 천년의 역사를 가진 신라의 도읍인 서라벌이 위치했던 곳이다. |
| 도읍 (3개)               | 26              |                 | 평양 (평양(아사달))                                      | 평양은 고조선 시대에 아사달이라는 도읍이 세워졌다고 전해지는 곳이며 427년부터 668년까지 고구려의 도읍이었던 곳이다. 또한 조선민주주의인민공화국(북한)의 수도이기도 하다.                                                                           |
| 인물 (9개)               | 27              |                 | 단군                                                     | 단군은 한민족의 시조로 여겨지는 신화 속 인물이다. 또한 한민족의 역사적, 신화적, 종교적 원형이기도 하다. |
| 인물 (9개)               | 28              |                 | 광개토대왕                                               | 광개토대왕은 한국의 역사에서 가장 넓었던 영토를 확장한 고구려의 국왕이다. |
| 인물 (9개)               | 29              |                 | 원효                                                     | 원효는 한국의 불교 문화의 진수를 확립한 신라의 승려이다. |
| 인물 (9개)               | 30              |                 | 세종 (세종대왕)                                          | 세종대왕은 한글 창제, 과학 기술 발전을 비롯한 조선의 문화 발전에 기여한 국왕이다. |
| 인물 (9개)               | 31              |                 | 이황 (퇴계(이황))                                        | 이황은 한국의 유교 역사에서 중대한 업적을 남긴 학자이며 세계 각지에서 연구의 대상으로 주목받고 있다. |
| 인물 (9개)               | 32              |                 | 이순신                                                   | 이순신은 임진왜란 시기에 조선 수군을 지휘하여 세계 해전 역사에 큰 공헌을 했다. |
| 인물 (9개)               | 33              |                 | 정약용                                                   | 정약용은 조선 시대의 실학(實學) 사상을 집대성한 인물이다. |
| 인물 (9개)               | 34              |                 | 안중근                                                   | 안중근은 '제국주의와 식민주의의 시대'였던 20세기 초반에 동양 평화를 위해 헌신한 상징적인 인물이다. |
| 인물 (9개)               | 35              |                 | 유관순                                                   | 유관순은 일제강점기에 활동한 대표적인 한국의 여성 독립운동가이자 학생 독립 운동의 선구자이기도 하다. |
| 사찰 (1개)               | 36              |                 | 석굴암                                                   | 유네스코 세계유산으로 지정된 석굴암은 한국의 불교 문화를 대표하는 문화재이기도 하다. |
| 현대사 (2개)             | 37              |                 | 한반도 비무장 지대 (비무장 지대)                         | 한반도 비무장 지대는 남북한 분단의 상징이자 평화·화해가 넘치는 미래를 담고 있는 공간이다. 한반도 비무장 지대는 일반인들의 활동이 엄격히 금지되어 있어 생태 환경이 보존된 곳이기도 하다.                                                            |
| 현대사 (2개)             | 38              |                 | 길거리 응원                                              | 길거리 응원은 대한민국과 일본에서 공동 개최된 2002년 FIFA 월드컵을 통해 대한민국에 새롭게 형성된 역동적인 응원 문화이자 광장 문화이다. |
| 사회 및 생활 상징 (34개) |                 |                 |                                                          | |
| 경제 (2개)               | 39              |                 | 오일장(장날)                                             | 오일장은 조선 시대부터 오늘날까지 이어져 온 한국의 전통 시장이다. |
| 경제 (2개)               | 40              |                 | 해녀(잠녀)                                               | 해녀는 제주도의 바다 속에서 어떠한 장치도 착용하지 않고 잠수복을 입은 채로 해산물을 채취하는 여자를 가리킨다. 해녀는 한국의 잠수 문화, 제주도의 여자들의 강인함, 제주도의 독특한 문화에 대한 상징이기도 하다.                                      |
| 마을 생활 (6개)          | 41              |                 | 강릉 단오제                                              | 한국의 4대 명절 가운데 하나인 단오에 열리는 강릉 단오제는 유네스코에서 인류 구전 및 무형 유산 걸작으로 선정되었다. |
| 마을 생활 (6개)          | 42              |                 | 영산줄다리기                                             | 성 주변을 동쪽과 서쪽으로 나눠서 싸우는 영산줄다리기는 한민족의 대표적인 민속 놀이 가운데 하나로 여겨진다. |
| 마을 생활 (6개)          | 43              |                 | 솟대와 장승                                              | 솟대는 마을의 풍요와 안녕을 기원하고 수호신 역할을 하기 위하여 마을 입구에 설치한 장대이다. 장승은 마을 간의 경계를 표시하는 이정표, 귀신을 쫓는 수호신 역할을 하기 위하여 마을 입구에 설치한 기둥이다. 이처럼 솟대와 장승은 마을 신앙을 상징한다. |
| 마을 생활 (6개)          | 44              |                 | 두레                                                     | 두레는 한국의 농촌에서 서로 도와가며 살아가던 공동체 문화를 상징한다. |
| 마을 생활 (6개)          | 45              |                 | 정자나무                                                 | 정자나무는 한여름의 더위를 피하기 위해 휴식하는 공간, 마을의 평화와 안녕을 염원하는 공간, 자신의 소원을 비는 공간, 마을의 중대한 사안에 관한 회의를 진행하는 공간으로 여겨졌다.                                                                    |
| 마을 생활 (6개)          | 46              |                 | 돌하르방                                                 | 돌하르방은 제주도를 상징하는 석조물이다. |
| 의생활 (3개)             | 47              |                 | 한복                                                     | 한복은 한국 고유의 전통 의상이다. |
| 의생활 (3개)             | 48              |                 | 색동                                                     | 색동은 보다 넓고 다양한 한국의 색채 문화를 상징한다. |
| 의생활 (3개)             | 49              |                 | 다듬이질                                                 | 다듬이질 소리는 한국을 상징하는 여러 소리들 가운데 하나로 여겨진다. |
| 식생활 (11개)            | 50              |                 | 김치                                                     | 김치는 세계적으로 잘 알려진 한국의 대표적인 발효 음식이다. |
| 식생활 (11개)            | 51              |                 | 떡                                                       | 한국의 쌀 문화를 상징하는 떡은 서양의 밀 문화를 상징하는 빵에 필적한다. |
| 식생활 (11개)            | 52              |                 | 전주비빔밥                                               | 다양한 영양가를 띠는 전주비빔밥은 한국인 뿐만 아니라 세계인이 찾을 수 있을 정도로 세계화가 가능한 음식으로 여겨진다. |
| 식생활 (11개)            | 53              |                 | 고추장                                                   | 매운 맛을 내는 고추장은 한국의 장류 문화의 상징이기도 하다. |
| 식생활 (11개)            | 54              |                 | 된장과 청국장                                            | 된장과 청국장은 식물성 단백질 문화의 최고봉이자 발효 식품의 대표 주자이다. |
| 식생활 (11개)            | 55              |                 | 삼계탕                                                   | 닭, 인삼, 마늘, 대추를 넣고 만드는 삼계탕은 한국의 대표적인 여름철 보양 음식으로 여겨진다. |
| 식생활 (11개)            | 56              |                 | 옹기                                                     | 사람의 눈에는 잘 보이지 않는 작은 구멍을 통해 숨을 쉬는 항아리인 옹기는 한국의 그릇 문화를 상징한다. |
| 식생활 (11개)            | 57              |                 | 불고기                                                   | 불고기는 세계적으로 잘 알려진 한국의 대표적인 고기 요리이다. |
| 식생활 (11개)            | 58              |                 | 소주와 막걸리                                            | 소주와 막걸리는 한국인들이 즐겨 마시는 술이자 한국의 서민 문화의 상징이다. |
| 식생활 (11개)            | 59              |                 | 냉면                                                     | 냉면은 한국의 대표적인 찬국수 요리이며 시원하고 새콤달콤한 맛이 특징이다. |
| 식생활 (11개)            | 60              |                 | 짜장면                                                   | 짜장면은 원래 중국에서 유래된 음식이나 한국에 전래되면서 독창적인 음식으로 발전했다. 누구나 즐겨찾는 대표적인 외식 메뉴가 되었고 세계화가 가능한 음식으로 여겨진다.                                                                                |
| 주생활 (4개)             | 61              |                 | 한옥                                                     | 한옥은 한민족의 전통적인 주거 양식이다. |
| 주생활 (4개)             | 62              |                 | 온돌                                                     | 방 바닥을 따뜻하게 하는 온돌은 한국 특유의 난방 문화를 상징한다. |
| 주생활 (4개)             | 63              |                 | 제주도 돌담                                              | 바람, 여자, 돌이 많은 섬을 뜻하는 '삼다도'(三多島)로 유명한 화산섬인 제주도 돌담은 자연과 인간이 만든 아름다움을 자랑한다. 또한 화산섬인 제주도 특유의 돌 문화에 관한 상징으로 여겨진다.                                                           |
| 주생활 (4개)             | 64              |                 | 초가                                                     | 초가는 한국의 살림집 문화의 최고봉으로 여겨진다. |
| 건강·체육 (6개)          | 65              |                 | 동의보감                                                 | 조선의 의학자인 허준이 집필한 《동의보감》은 오늘날에도 인용되고 있는 한의학의 대표 서적이다. |
| 건강·체육 (6개)          | 66              |                 | 인삼                                                     | 고려 시대에 아라비아반도의 상인들이 인삼 무역을 하면서 한국이 외국에서 처음으로 '코리아'(Korea)라는 이름으로 알려지게 되었다. 이처럼 한국의 인삼은 세계에서 건강의 상징으로 여겨지고 있다.                                                         |
| 건강·체육 (6개)          | 67              |                 | 태권도                                                   | 한국의 전통 무술인 태권도는 세계 각지에 전파되어 하계 올림픽 정식 종목으로 채택된 스포츠이기도 하다. |
| 건강·체육 (6개)          | 68              |                 | 씨름                                                     | 삼국 시대부터 이어져 온 한국의 씨름은 한민족의 대표적인 민속 놀이 가운데 하나로 여겨진다. |
| 건강·체육 (6개)          | 69              |                 | 활                                                       | 한국의 전통적인 활인 국궁, 국제 스포츠계에서 명성이 높은 대한민국의 양궁은 한국의 활 문화를 대표한다. |
| 건강·체육 (6개)          | 70              |                 | 윷놀이                                                   | 윷놀이는 옛부터 누구나 즐길 수 있는 한국의 전통 오락으로 여겨졌다. |
| 교육 (2개)               | 71              |                 | 서당                                                     | 삼국 시대부터 조선 시대까지 향촌에서 기초 교육을 담당하던 기관인 서당은 한국인의 교육열에 관한 상징으로 여겨진다. |
| 교육 (2개)               | 72              |                 | 한석봉과 어머니                                          | 조선 시대의 대표적인 서예가 가운데 한 사람인 한석봉과 어머니에 관한 일화는 중국의 맹모삼천지교와 맞먹는 한국의 전통적인 교육관을 상징한다. |
| 신앙 및 사고 상징 (9개)  |                 |                 |                                                          | |
| 불교 (2개)               | 73              |                 | 한국의 선불교 (선(禪))                                   | 선은 한국의 불교에서 활용되는 명상 문화이자 대표적인 수행 방식이다. |
| 불교 (2개)               | 74              |                 | 미륵                                                     | 미륵은 불교에서 다음 세상의 부처가 될 것이라고 여겨지는 보살이다. 이처럼 한국의 불교에서는 미륵이 미래와 희망의 상징으로 여겨졌다. |
| 유교 (3개)               | 75              |                 | 효(孝)                                                   | 부모를 섬기는 효는 근본적인 덕행으로 여겨진다. |
| 유교 (3개)               | 76              |                 | 선비                                                     | 선비는 유교 문화에 기반한 조선 사회에서 학식과 예의가 있고 의리와 원칙을 소중히 여기면서 관직과 재물에 대한 욕망을 거부하는 사람을 가리키는 용어로 사용되었다.                                                                                     |
| 유교 (3개)               | 77              |                 | 종묘와 종묘 제례 (종묘와 종묘 대제)                      | 종묘는 조선 왕조의 역대 국왕들과 왕후들의 신주가 봉인된 사당이고 종묘 제례는 말 그대로 종묘에서 지내는 제사를 의미한다. 종묘는 유네스코 세계유산으로 등록되었고 종묘 제례는 유네스코 인류무형문화유산으로 등록되었다.                              |
| 무속 (4개)               | 78              |                 | 굿                                                       | 굿은 한국의 무속 신앙에서 무당이 신에게 제물을 바치고 춤과 노래로 인간의 길흉화복 운명을 비는 의식을 가리킨다. |
| 무속 (4개)               | 79              |                 | 성황당(서낭당)                                           | 성황당(서낭당)은 마을을 수호하는 서낭신을 모시는 돌무더기로 마을 입구나 고갯길에 형성되었다. |
| 무속 (4개)               | 80              |                 | 도깨비                                                   | 도깨비는 한국의 예술 작품, 민담에서 등장하는 상상의 존재로서 악귀를 쫓아내는 문화에 관한 상징으로 여겨진다. |
| 무속 (4개)               | 81              |                 | 금줄                                                     | 금줄은 신성한 공간과 일상 공간을 구별하고 부정한 것의 침입을 막기 위하여 설치한 줄이다. 또한 신생아가 태어난 집에서는 외부인의 출입을 금지하기 위하여 설치하는 줄로 활용되었다.                                                                    |
| 언어 및 예술 상징 (19개) |                 |                 |                                                          | |
| 언어 (1개)               | 82              |                 | 한글(훈민정음)                                           | 조선 세종대왕 시대에 창제된 《훈민정음》은 한국의 글자인 한글의 원형이기도 하다. |
| 기록 (4개)               | 83              |                 | 한지                                                     | 닥나무 등의 나무 껍질로 만든 한국의 전통 종이인 한지는 천년이 넘는 보존 능력을 갖고 있다. |
| 기록 (4개)               | 84              |                 | 조선왕조실록                                             | 《조선왕조실록》은 조선 태조부터 철종에 이르기까지 25대에 걸친 역사를 담은 역사서이다. |
| 기록 (4개)               | 85              |                 | 팔만대장경                                               | 《팔만대장경》은 고려가 몽골의 침공을 불교의 힘으로 막아내기 위하여 제작한 불교 경전이다. |
| 기록 (4개)               | 86              |                 | 직지심체요절                                             | 고려 시대에 제작된 《직지심체요절》은 현존하는 금속 활자 인쇄본이다. |
| 미술 (7개)               | 87              |                 | 고구려 고분 벽화                                         | 고구려의 고분 벽화는 고구려 시대의 생활, 문화 수준을 표현하고 있다. |
| 미술 (7개)               | 88              |                 | 반가사유상                                               | 반가사유상은 삼국 시대에 제작된 대표적인 불상이다. |
| 미술 (7개)               | 89              |                 | 서산 용현리 마애여래삼존상 (백제의 미소(서산마애삼존불)) | 일명 '백제의 미소'라고 부르는 서산 용현리 마애여래삼존상은 백제인의 예술과 미적 감각을 표현하고 있으며 한국 불교 미술사의 대표작으로 여겨진다. |
| 미술 (7개)               | 90              |                 | 고려청자                                                 | 고려청자는 한국의 화려한 미적 감각을 표현한 문화유산이다. |
| 미술 (7개)               | 91              |                 | 백자                                                     | 한국의 백자는 조선 시대에 전성기를 이루었다. |
| 미술 (7개)               | 92              |                 | 분청사기                                                 | 고려 말기부터 조선 전기인 16세기 사이에 제작된 분청사기는 한국 특유의 도자 문화이다. |
| 미술 (7개)               | 93              |                 | 막사발                                                   | 막사발은 원래 서민들 사이에서 생활용품으로 사용하기 위하여 만든 그릇이다. 그러나 16세기에 임진왜란을 계기로 조선의 도공들이 일본으로 건너가면서 저평가되었기 때문에 재평가가 필요하다고 여겨진다.                                                  |
| 연희 (2개)               | 94              |                 | 풍물놀이 (풍물굿(농악))                                  | 풍물놀이는 농촌에서 함께 노동을 하는 농민들의 애환을 달래주는 음악과 춤이다. |
| 연희 (2개)               | 95              |                 | 탈춤                                                     | 탈을 쓰고 벌이는 한국의 전통적인 가면극인 탈춤은 한국인의 또다른 얼굴로 여겨진다. |
| 음악 (4개)               | 96              |                 | 판소리                                                   | 판소리는 서사적인 양식을 띤 한국의 전통 음악 양식이자 일종의 솔로 오페라이다. |
| 음악 (4개)               | 97              |                 | 아리랑                                                   | 《아리랑》은 한국을 대표하는 민요이자 한민족 사이에서 널리 불려진 노래이다. |
| 음악 (4개)               | 98              |                 | 거문고                                                   | 거문고는 옛부터 모든 악기의 으뜸을 뜻하는 '백악지장'(百樂之丈)이라고 불렀다. 또한 한국의 전통 악기 가운데 가장 넓은 3옥타브에 가까운 음역을 갖고 있다.                                                                                             |
| 음악 (4개)               | 99              |                 | 대금                                                     | 한국의 전통적인 관악기인 대금은 전통 음악에서 널리 사용되고 있으며 맑고 고운 음색이 특징이다. |
| 문학 (1개)               | 100             |                 | 춘향전                                                   | 성춘향과 이몽룡의 사랑을 주제로 한 한국의 고전 소설인 《춘향전》은 한국의 대표적인 고전 문학 작품이기도 하다. |